# Waikato (regione)
Waikato è una delle 16 regioni della Nuova Zelanda. È vasto 25.598 km² e la sua popolazione è di circa 496.700 abitanti; il capoluogo della regione è Hamilton. È situato nell'Isola del Nord e confina a nord con la regione di Auckland e l'Oceano Pacifico, a est con la regione della Baia dell'Abbondanza, a sud con la Baia di Hawke, Wanganui-Manawatu e Taranaki e infine ad ovest con il Mar di Tasman. La regione prende il nome dall'omonimo fiume che scorre al suo interno formando anche alcuni laghi.

## Città

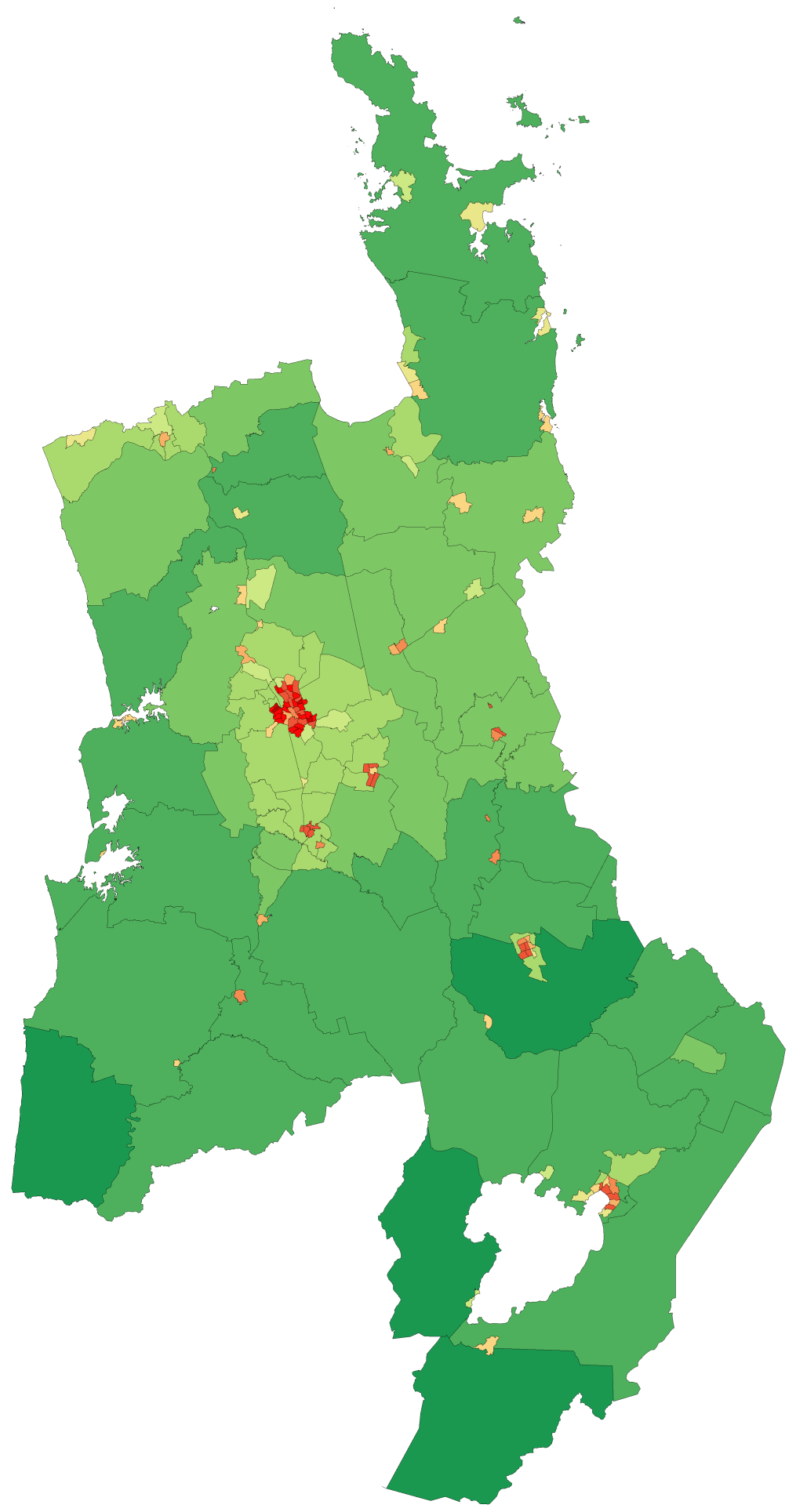
Densità abitativa del Waikato; l'area in rosso al centro corrisponde alla città di Hamilton

- Hamilton
- Taupo, situata sull'omonimo lago
- Cambridge
- Te Awamutu
- Tokoroa
- Matamata
- Huntly
- Morrinsville
- Thames
- Waihi
- Whitianga
- Te Kuiti
- Paeroa
- Te Aroha
- Putaruru
- Turangi
- Raglan
- Otorohanga
- Coromandel
- Te Kauwhata
- Tairua
- Ngatea